# Gaetanus brachyurus
Gaetanus brachyurus är en kräftdjursart som beskrevs av Georg Ossian Sars 1907. Gaetanus brachyurus ingår i släktet Gaetanus och familjen Aetideidae. Inga underarter finns listade i Catalogue of Life.